# Dimitar Radev
Dimitar Radev est un économiste bulgare qui, depuis le  14 juillet 2015, est gouverneur de la Banque nationale bulgare né à Plovdiv le 12 juillet 1956.

## Biographie
Dimitar Radev est né à Plovdiv le 12 juillet 1956. Il est diplômé en finance et crédit de l'université d'économie nationale et mondiale, puis s'est spécialisé à l'Institut des relations étrangères de l'université de Georgetown à Washington en 1994.

## Carrière
Dans les années 1990, Dimitar Radev a été vice-ministre des finances en charge du budget.
Avant sa nomination, il a travaillé au département des affaires fiscales du Fonds monétaire international.
Dans un processus de sélection parlementaire comprenant des nominations publiques et des audiences, il a été nommé l'un des candidats pour succéder au gouverneur de la Banque nationale bulgare Ivan Iskrov en 2015, aux côtés de Biser Manolov, Grigorii Vazov et Victor Yotzov,,,.
Il a été nommé par le parti GERB au pouvoir en Bulgarie.
Il était également soutenu par le partenaire junior de GERB, le Bloc réformateur.
En juillet 2015, il a été nommé pour un mandat de six ans,.

## Autres activités
- Conseil européen du risque systémique (CERS), membre d'office du Conseil général[9]
- Fonds monétaire international (FMI), membre d'office du conseil des gouverneurs[10]

### Référénces
1. 1 2  « Управител » [« Directeur »], sur www.bnb.bg (consulté le 9 avril 2018).
2. ↑  (en) Tsvetelia Tsolova, « Four candidates to compete for Bulgaria central bank head », Reuters, 18 juin 2015.
3. 1 2  (en) « Bulgaria’s central bank governor aims to prevent return of crisis », Financial Times.
4. ↑  (en) « Four candidates to compete for Bulgaria central bank head », Reuters.
5. ↑  « Dimitar Radev Elected Governor of Bulgarian National Bank », Sofia News Agency,‎ 14 juillet 2015 (lire en ligne, consulté le 9 avril 2018).
6. ↑  (en-GB) « Bulgaria appoints Dimitar Radev as central bank head », Reuters U.K.,‎ 14 juillet 2015 (lire en ligne [archive du 9 avril 2018], consulté le 9 avril 2018).
7. ↑  (en) « Bulgaria ruling party nominates IMF expert for central bank head] », Reuters.
8. ↑  (en) « Bulgaria appoints Dimitar Radev as central bank head », Reuters.
9. ↑  (en) « Permanent members of the ESRB General Board » [PDF], Conseil européen du risque systémique (CERS).
10. ↑  (en) « Members », International Monetary Fund (IMF).